# Eltérő tantervű iskola
Eltérő tantervű iskola, régen „kisegítő iskola” a gyógypedagógiai iskola egyik fajtája, alapfokú oktatási intézmény. Magyarországon a kisegítő iskoláztatás a XIX-XX. század fordulóján indult meg.
A kisegítő iskola történetét tekintjük át (elsősorban Magyarországon) a létrehozásában közreműködő szakemberek tevékenységét, a változó oktatáspolitika és törvénykezés alapján. Emellett a korábban kisegítő-, ma eltérő tantervű iskolába járó gyermekcsoport meghatározásának változó kritériumait és iskolai oktatásuk jellemzőit is fontos ismertetni.

## Az eltérő tantervű iskola története

### Előzmények (nemzetközi áttekintés)
A legtöbb polgárosodó nyugati országban már a 18. században jelentkezett a kötelező alapfokú iskoláztatás kialakításának igénye. A cél az általános és ingyenes, kötelező alapfokú oktatás törvényileg szabályozott létrehozása volt. A törvénykezés azonban kizárta a fogyatékos gyermekeket az általános iskolai oktatásból. Bár iskoláztatásuk emberbaráti indíttatásból, szociális és gazdasági okokból már korábban megindult, végső soron ez vezetett a szegregált iskolarendszer kialakulásához. (A szegregált intézményekbe csak egy meghatározott fogyatékossági formával rendelkező gyermekek járhattak.)
A gyógypedagógiai iskolarendszer kialakulásában fontos szerepet játszott a francia forradalmat követően a francia Convent által elfogadott oktatási törvény (1796), amely a siketekre és a vakokra is kiterjesztette az alapfokú iskoláztatás jogát. Ezt követően több új, speciális intézmény létesült Franciaországban (olyan humanista tudós személyiségek kezdeményezése nyomán, mint Charles-Michel de l'Épée, Haüy, Heinicke, Howe és Klein), a meglévőeket pedig állami kézbe vették. Az elkülönített nevelés ebben az időszakban a pozitív diszkrimináció egyik formája volt: elsősorban a hátrányok kompenzációját célozta, speciális eszközrendszerek használatával.
Az értelmi fogyatékos gyermekek speciális iskoláztatása a 19. század elején kezdődött, az első intézmények (mint Felix Voisin „párizsi intézete”) orvosok vezetésével létrehozott vegyes profilú kórháziskolák voltak (ápoló-, nevelő-, iskolai foglalkoztató tagozatokkal, a fogyatékosság súlyossági fokára való tekintet nélkül).
A XIX. század második felében az elkülönített gyógypedagógiai intézményrendszer struktúrájában és tartalmában is differenciálódott: a társadalmi és gazdasági fejlődés következtében növekedtek a szélesebb ismeretek iránti igények, ezáltal bővült a fogyatékosnak minősítettek köre. A gyermekek egy része ugyanis nem tudott megfelelni az új követelményeknek. Az enyhébben fogyatékos gyermekek számára párhuzamos osztályokat hoztak létre. Emellett a differenciáldiagnosztika szerepe is megnőtt: egyszerre fontossá vált az egyes fogyatékossági csoportokon belüli különböző súlyossági fokú fogyatékossággal élők elkülönítése. Ezek a változások hatással voltak a gyógypedagógiai intézményrendszer struktúrájára: új intézménytípusok, önálló speciális iskolák alakultak, például a "kisegítő iskola".

### A kisegítő iskola
Az alapfokú iskolákban tanuló gyerekek képességeiket, szociális hátterüket, neveltségi szintjüket, fizikai állapotukat tekintve nagyon különbözőek voltak, sok volt az osztályismétlő tanuló. A korrepetálás, a pótosztályok létrehozása nem oldotta meg a problémákat, ezért emelkedett a felmentett tanulók száma, akik gyakorlatilag kiszorultak az oktatási rendszerből. A kórháziskolákban, az értelmi fogyatékosok intézeteiben is megindult egyfajta differenciálódás: az enyhén értelmi fogyatékos tanulók száma itt is nőtt.
Ezen gyermekcsoportok iskoláztatásának rendezésére próbáltak különböző orvosok, pedagógusok és szervezetek megoldást keresni. 1865-ben, a hannoveri közoktatási demonstráción az értelmi fogyatékos emberek civil szervezetei és az érintett szülők iskolák létesítését követelték a „gyengetehetségű”, vagyis (mai szóhasználattal) enyhén értelmi fogyatékos gyermekek számára. Az első számon tartott önálló "kisegítő iskola" 1867-ben létesült Drezdában. Ez az új iskolatípus azonban később számtalan feszültség forrásává vált: az általános iskolák sok olyan gyermeket helyeztek át indokolatlanul a "kisegítő iskolába", akiknek csupán felszámolható tanulási problémáik voltak, illetve nevelési- vagy magatartási szempontból okoztak nehézséget. A negatív diszkrimináció, a fogyatékossá minősítési eljárások egyre nagyobb ellenérzést váltottak ki a szakemberekben és az érintett szülőkben.

### Magyarország
A magyar gyógypedagógiai iskoláztatás fejlődése a klasszikus európai utat járta végig, de a polgári átalakulás a nyugat- európai országokhoz képest később indult meg, így a sajátos társadalmi mozgások miatt a gyógypedagógiai intézményrendszer létrejötte és differenciálódása is sajátosan alakult.
Az első gyógypedagógiai intézmények – a siketek nevelőháza (1802) és a vakok intézete (1825) – elsősorban jótékonysági alapon működtek, oktatási törvényi szabályozások nem vonatkoztak rájuk. Az 1848-as I. Egyetemes Tanügyi Kongresszuson már megjelent az ún. „jótékonysági intézeti alszak”, de a fogyatékos gyermekek iskoláztatásának feltételei ténylegesen csak a századfordulóra váltak megfelelővé.
A tankötelezettségről szóló első népoktatási törvény (Eötvös József, 1868) ugyanis nem terjedt ki ezekre a gyermekcsoportokra, a „testileg és szellemileg gyenge gyermekeket” felmentette az iskolába járás alól. A „süketnémák” és a vakok tanintézeteit a törvény rendelkezése értelmében államosították és ettől kezdve a Vallás- és Közoktatásügyi Minisztérium szépművészeti és emberbaráti ügyosztálya alá tartoztak. Ezzel a diszkriminatív lépéssel elérték, hogy a népiskolákról szóló későbbi intézkedések a már meglévő és az újonnan létesülő alapfokú speciális intézményekre nem vonatkoztak. Később, dr. Náray-Szabó Sándor kezdeményezése révén a fogyatékos gyermekek oktatásügye mégis kivált a fentebbi ügyosztályból és létrejöhetett az önálló Gyógypedagógiai ügyosztály. Ennek következtében a „süketnémák”, vakok, „hülyék és gyengeelméjűek”, dadogók és hebegők összes intézete és iskolája hivatalos gyógypedagógiai intézménnyé alakult. Létrejött az egységes szakfelügyeleti rendszer (Gyógypedagógiai Intézetek Országos Tanácsa) és megkezdődött a szakemberképzés is (Gyógypedagógiai Tanítóképző – 1900).
1898-ban a Képezhető Hülyék és Gyengeelméjűek Nevelő- és Tanintézete, amelyet Frim Jakab alapított (1875-ben) értelmi fogyatékos gyermekek számára, szintén közoktatási, gyógypedagógiai intézmény lett. Berkes (Berinza) János (1904-től a Gyógypedagógiai Tanítóképző igazgatója) és Káplán Gyula három, külön tanterv szerint haladó kisegítő osztályt indított. Ezeknek az ideiglenes osztályoknak a száma folyamatosan nőtt. Közülük egy 1900-ban a Kazinczy utcai elemi iskolában nyílt meg, mint a később teljesen önállósuló kisegítő iskola első osztálya. Az 1904-1905-ös tanévben a Budapesti Állami Kisegítő Iskola (Éltes Mátyás vezetésével) még a siketnémák Festetich utcai iskolájában, majd 1907-től teljesen önállóan a Mosonyi utcában működött. Itt kapott helyet a Gyógypedagógiai és Pszichológiai Magyar Királyi Laboratórium is, amelynek vezetője Ranschburg Pál volt.
A mosonyi utcai iskola igazgatója, Éltes Mátyás korábban a Képezhető Hülyék és Gyengeelméjűek Nevelő- és Tanintézetében (Frim Jakab által kinevezett) tanárgyakornokként dolgozott és számos külföldi gyógypedagógiai intézmény tanulmányozását követően kapcsolódott be a kisegítő iskolai munkába.
Az iskola értesítője a következőképpen határozta meg a felvehető gyermekek körét: „A Mosonyi utcai kisegítő iskola tanulónépességét az iskola 1904/05-ös értesítője szerint azok a gyermekek adják, akik gyengébb szellemi képességeiknél fogva az elemi iskolákban eredményesen nem oktathatók. Az értesítő azt is rögzíti, hogy – többek között – azok a normális képességű gyermekek sem vehetők fel a kisegítő iskolába, kiknek elmaradását nem gyengetehetségűség, hanem egyéb okok, mint pl. betegség, iskolamulasztás, hanyagság, az osztály túltömöttsége, stb. idézték elő.”
Magát a "kisegítő iskola" elnevezést a német minta alapján vezették be: Hilfsschule azt jelenti, hogy segítő iskola. Az iskolának hat felmenő osztálya volt, a tanköteles kor a tizenötödik életévig tartott. Általában ugyanaz a tanár tanította a gyerekeket az első osztálytól kezdve. (Így jobban megismerhette a gyerekek személyiségét és átérezhette saját felelősségének szerepét a fejlődésükben). A nevelés fő feladatai közé tartozott az érzékek és a képzettársítás fejlesztése, a mozgásnevelés, az érdeklődési kör szélesítése.
A századfordulón tehát nagy várakozásokkal néztek a kisegítő iskolai hálózat kialakítása elé az érdekeltek, körülbelül 20000 lakosra terveztek egy iskolát, ám a század első felében mindössze öt újabb kisegítő iskola létesült: Csongrádon, Egerben és Szatmárban (1907), Debrecenben és Kecskeméten (1908).
Ebben az időszakban, a 20. század elején kezdődött meg a harc a fogyatékos gyermekek tankötelezettségének törvénybe iktatásáért is. (Például Szenes Adolf is az egyike volt azoknak, akik javasolták, hogy a tankötelezettséget az értelmi fogyatékos gyermekekre is terjesszék ki). A törvényes tankötelezettség jelentette volna a tanuláshoz való jog és a beiskolázási kritériumok rögzítését, emellett az oktatási- és közigazgatási hatóságokat további iskolák létesítésére és az intézményrendszer fenntartására kötelezte volna, ugyanis a gyógypedagógiai intézmények férőhelyhiánnyal és fenntartási problémákkal küzdöttek.
Az 1921. évi XXX. törvény volt az első olyan tankötelezettséget megerősítő törvény, amely a fogyatékos tanulókra is érvényes. Céljai között szerepelt, hogy minden tanköteles korú gyermek iskoláztatása megvalósuljon. Azonban ez a törvény is kinyilvánította a fogyatékos gyermekek diszkriminációját, elkülönített oktatásukat. A közintézetek közé ugyan bekerültek többek között a kisegítő iskolák is, de már ezen a ponton felfedezhető az az ellentmondás, hogy maga a törvény a tanulókról szól, a végrehajtási utasításban mégis az intézménytípusokon van a hangsúly. Ez már előrevetíti a mindenkire kiterjedő gyógypedagógiai iskoláztatás gyakorlati megvalósításának nehézségeit.
A trianoni békeszerződést követően a gyógypedagógiai intézményrendszer több szempontból átrendeződik: csökken a tanulói létszám és az intézetek száma, sok gyógypedagógiai tanár érkezik az elcsatolt területekről, különböző gazdasági nehézségek lépnek fel. A helyzet a kisegítő iskolákra nézve sem kedvező: legitimációja gyakorlatilag létrejövetele óta rendezetlen, mivel népiskolai rendelkezések vonatkoznak rá, de hallgatólagosan mégis a gyógypedagógiai intézményrendszer része.
Az 1921. évi XXX. törvény sem rendelkezik róla egyértelműen, a tanulók áttelepítése (az elemi népiskolából a kisegítő iskolába) továbbra is problémás, csak 1932-ben (a Gyógypedagógiai Szaktanács nyomására) hoz erről intézkedést a Vallási- és Közoktatásügyi Minisztérium.
A kisegítő iskolák és osztályok száma a törvény hatására (a második világháború kitöréséig) fokozatosan növekszik. (1920-ban 1 gyógypedagógiai nevelőintézet, 12 állami kisegítő iskola és 66 kisegítő osztály, míg 1942-ben már 10 gyógypedagógiai nevelőintézet, 19 kisegítő iskola és 101 kisegítő osztály működött Magyarországon.) A tankötelezettség végrehajtása – részben anyagi okokból kifolyólag- nem történt meg teljes mértékben, sok értelmi fogyatékos gyermek marad ellátatlanul.
1945-ben az ideiglenes nemzeti kormány rendeletét követően egységesítik a gyógypedagógiai nevelőintézeteket, a kisegítő iskolákat és osztályokat. 1947-ben az értelmi fogyatékos gyermekek oktatása ismét kettéválik: külön kisegítő iskolák és foglalkoztató iskolák jönnek létre. Ugyanebben az évben egységes tantervet fogadnak el a gyógypedagógiai iskolák számára. Az 1948-ban államosítják az iskolákat, ez a gyógypedagógiai intézményrendszert is érzékenyen érinti. A minisztériumi rendeletsorozattal pedig kezdetét veszi az iskoláztatás konszolidációja, innentől kezdve párthatározatok és politikai alkusorozatok szabják meg a szakmai intézkedések szellemét és tartalmát, a beiskolázási kritériumokat és a tantervi célkitűzéseket is. Az 1950-es évek közepétől egyre több kisegítő iskola és osztály létesül.
Az 1961. évi III. törvény az első olyan átfogó oktatási törvény, amely a fogyatékos gyermekek iskolázási jogát már az alaptörvényben kinyilvánítja, ám a képezhetetlenség fogalmát megtartja, és a képezhetetlennek minősített gyermekeket felmenti az iskoláztatás alól. Fontos eredmény, hogy a tankötelezettség teljesítése minden esetben az általános iskolában kezdődik. 1975-ben az áttelepítési eljárás reformja is megtörtént: innentől kezdve beszélhetünk áthelyezésről és visszahelyezésről. A döntést a gyermek iskoláztatásának körülményeiről az állandó áthelyező bizottság hozza meg. Erre azért volt szükség, mert az áthelyezést függetleníteni kellett az iskolák érdekeitől és lehetővé kellett tenni a döntéshozatalt megelőző komplex vizsgálatokat, illetve az évi kontroll- és felülvizsgálatokat. Kialakult az intézményes együttműködés rendszere és a nevelési tanácsadók hálózata.
A kisegítő iskolával kapcsolatos feszültségek és válságos helyzetek enyhülése azonban ennek ellenére sem következett be. Egyre többen bírálták az elkülönített gyógypedagógiai iskolarendszert és az általános iskolák intoleranciáját, hiányosságait, az uralkodó korszerűtlen tendenciákat. 1979-ben a közoktatási reformokba beépültek a gyógypedagógiai iskoláztatási javaslatok is, egyértelművé vált, hogy fogyatékos gyermekek nevelésének ügyét az egész közoktatás integráns részeként kell kezelni. Az esélyegyenlőség biztosítása és a társadalmi integráció lehetőségének megteremtése egyre fontosabbá vált. A szociálisan hátrányos helyzetű, érzelmileg sérült és szubkultúrában élő gyermekek szegregált körülmények között történő iskoláztatása tovább csökkenti valódi társadalmi integrációjuk megvalósulásának esélyeit.
Az 1985. évi I. törvény, a társadalmi esélyegyenlőség támogatását és a fogyatékosok neveléséről-oktatásáról történő fokozott gondoskodást meghirdető oktatási törvény kimondja, hogy az állam fokozottan gondoskodik a fogyatékos gyermekek neveléséről, oktatásáról és a hátrányos helyzetben lévőknek támogatást nyújt. Az iskolafenntartás állami monopólium marad, de az iskolák és a pedagógusok nagyobb szakmai önállóságot kapnak. A törvény meghatározza a pedagógusok, a tanulók és a szülők jogait is. Fontos megjegyezni, hogy a kisegítő iskola megnevezést a törvény eltörli (tehát 1985 óta nem létezik olyan általános iskola, amelynek nevében a „kisegítő” szó megjelenik), a gyógypedagógiai iskolákat megkülönböztetés nélküli általános iskolákká minősíti. Megtörténik a bizonyítvány egységesítése és a középfokú speciális szakiskola létrehozása.

### Az eltérő tantervű iskolákban tanulók köre
Az iskolába való felvételt jogszabályok írják elő. Az áthelyezési eljárást (az általános iskolából eltérő tantervű iskolába történő áthelyezést) befolyásoló rejtett szempontok alapján hozott javaslat tehát törvénybe ütközik, szabálytalan. A tanulási képességet vizsgáló szakértői és rehabilitációs bizottság orvosi, pszichológia és gyógypedagógiai vizsgálatok alapján tesz javaslatot a gyermek továbbtanulására vonatkozóan. Az iskolaválasztásban a szülőknek törvény által biztosított jogaik vannak.
Az eltérő tantervű általános iskolában tanuló gyermekek enyhén értelmi fogyatékosok, a mentálisan sérültek egyik alcsoportját képezik, intelligencia hányadosuk 70-nél alacsonyabb. Személyiségfejlődési zavaraik, akadályozottságuk az idegrendszer enyhe, különféle eredetű öröklött vagy korai életkorban szerzett sérülésével és/vagy funkciózavarával függenek össze. Az enyhe fokú értelmi fogyatékosság diagnosztizálása elsősorban orvosi, gyógypedagógiai és pszichológiai folyamat.
Az enyhén értelmi fogyatékos gyerekek tanulásban akadályozottak: tartós, súlyos és átfogó tanulási nehézségeket/ képességzavart mutatnak.

### Jelenlegi helyzet
Az eltérő tantervű általános iskolákban (tehát szegregáltan) vagy integrált körülmények között (többségi általános iskolában) tanuló enyhén értelmi fogyatékos gyerekeknek tanulási akadályozottságukból kifolyólag gyógypedagógiai ellátásra/segítségre van szükségük. Az iskolában gyógypedagógus (tanulásban akadályozottak gyógypedagógiája szakirányos, korábban: oligofrénpedagógia szakos gyógypedagógus) foglalkozik velük. Az eltérő tantervű általános iskolában kilenc felmenő osztály működik: előkészítő és 1-8. osztály. A tanulócsoportok átlagos létszáma 10-14 fő. Nyolc osztály elvégzése után a tanulók speciális szakiskolában tanulhatnak tovább.